# (Ain't Nobody Loves You) like I Do
(Ain't Nobody Loves You) like I Do è il primo singolo estratto dall'album LaToya della cantautrice e ballerina statunitense La Toya Jackson. Fu pubblicato nel 1987.

## Videoclip musicale
(Ain't Nobody Loves You) like I Do è uno dei soli 4 singoli di Jackson ad essere accompagnato da un videoclip musicale.
Il video è simile a quello di Heart Don't Lie del 1983 nei suoi colori, nella sua cinematografia da cartone animato e nelle sue coreografie di danza.

## Accoglienza e successo commerciale
Nonostante l'essere stato prodotto dal trio europeo Stock Aitken Waterman, che era una grande officina di successi all'epoca, il singolo non riuscì ad entrare nelle classifiche statunitensi.
Fu in grado, comunque, di conquistare la 17ª posizione in Germania e di restare in quella classifica per alcuni mesi.

## Promozione
LaToya Jackson interpretò questa canzone al programma televisivo tedesco Die Verflixte Sieben, condotto da Rudi Carrell.

## Critica
Il quotidiano Miami News definì il brano "così diverso da qualsiasi cosa Stock Aitken e Waterman abbiano prodotto che sembra un errore vedere i loro nome negli accrediti. Like I Do è funky, graffiante e non ripete ogni verso 25 volte".

## Tracce
1. (Ain't Nobody Loves You) like I Do (Album Version) – 3:50
2. (Ain't Nobody Loves You) like I Do (12" Version) – 7:26